# FR Canis Majoris
FR Canis Majoris (FR CMa / HD 44458 / HR 2284) es una estrella de magnitud aparente +5,59 encuadrada en la constelación del Can Mayor.
De acuerdo a la nueva reducción de los datos de paralaje del satélite Hipparcos, se encuentra a unos 1110 años luz del sistema solar.
FR Canis Majoris es una estrella blanco-azulada de la secuencia principal de tipo espectral B1Vpe.
Con una temperatura efectiva de 24.745 ± 532 K su luminosidad es 12.055 veces mayor que la del Sol.
Gira sobre sí misma con una velocidad de rotación proyectada —límite inferior de la misma— de 254 ± 15 km/s, estando su eje de rotación inclinado 48° respecto al observador terrestre.
Posee una masa entre 12,0 y 12,9 masas solares, por lo que está por encima del límite a partir del cual las estrellas acaban su vida violentamente, explosionando como supernovas.
Su edad se estima en 14,4 millones de años, lo que supone el 83 % de su etapa dentro de la secuencia principal.
Es una variable Gamma Cassiopeiae —variables eruptivas que muestran variaciones irregulares en su luminosidad provocadas por la expulsión de materia—, siendo su amplitud de variación de 0,116 magnitudes.
FR Canis Majoris forma un sistema binario con una estrella de magnitud +9,7, visualmente separada 4,2 segundos de arco de ella.